# Staffelbruch
Als Staffelbruch wird in der geologischen Bruchtektonik eine zusammenhängende (gestaffelte) Folge von tektonischen Verwerfungen in der oberen Erdkruste bezeichnet.
Beispiele finden sich im Wiener Becken.

## Verbreitungsgebiete
Staffelbrüche sind zumeist in rezenten respektive fossilen Senkungsbereichen präsent. So liegen Staffelbrüche oftmals an Rändern von Sedimentbecken vor.